# セカンドバージン
『セカンドバージン』は、NHK総合の「ドラマ10」で2010年（平成22年）10月12日から12月14日まで、NHK BSハイビジョンで同年10月15日から12月17日まで放送されたテレビドラマ。主演は鈴木京香。

## 概要
基本的に5 - 6回程度の中編が多い「ドラマ10」のシリーズで初めての1クールの長編もの（全10回）。
鈴木京香扮する出版プロデューサーの女性と、既に妻（深田恭子）を持つ17歳年下の男性（長谷川博己）との危険な不倫愛を描くという大人向けの恋愛ドラマである。当時テレビではほぼ無名だった長谷川博己は脚本を担当した大石静の推挙で本作に出演し、高い知名度を得た。
放送終了後、2011年（平成23年）に入って映画化決定がアナウンスされ、同年9月に映画『セカンドバージン』として全国公開された。
2023年（令和5年）12月にはテレビドラマの4Kリマスター版がNHK-BSで放送された。

## 放送時間
- NHK総合 火曜日22時 - 22時48分
- BSハイビジョン 金曜日18時 - 18時48分（3日遅れ）
- 2010年10月17日（日曜日）、NHK総合で、17時 - 17時48分に初回を再放送。同11月2日（火曜日。11月1日月曜深夜）0時15分 - 1時5分にも第3回を再放送した。

## キャスト

### 主要人物
中村るい
演 - 鈴木京香
新海社専務。出版業界の辣腕プロデューサー。20年前に離婚を経験しており、それ以来恋愛をせずに生きてきたが、ひょんなことから行と恋に落ちてしまう。就職活動をせず、金を無心する1人息子がいる。行の出所後、行と一緒に生活するが突然彼に去られてしまう。その2年後となる最終回、取材で訪れていたシンガポールで行と再会するが、彼の最期を看取る事となった。帰国して1年後、社長である向井から社長の座を譲られ、新社長に就任する。直後に起こった大手取次会社の倒産で会社が経営難に陥ってしまうが、辣腕を発揮しながら、眞垣や秋夫、挙句には万里江にまで頭を下げ続ける屈辱を乗り越え、新海社を元の軌道に戻した。
鈴木万理江
演 - 深田恭子
行の妻。旧姓は三沢。素麺会社長の娘。世間知らずのお嬢様で、兄がいる。両親から甘やかされて育てられたこともあり、結婚後もわがままな性格でちょっとしたことで感情的になっては「死んでやる!」などと言っては、行との狭い世界を行き来していた。行を愛していたが、るいと不倫をしていることを知り、2人へ陰湿な嫌がらせ（るいの勤務先に、るいの写真に傷をつけたものを送りつける、2人の不倫を週刊誌に掲載、るいのペットを誘拐する等）を繰り返し、ついには行を悪質金融商法の疑いで警察に売る。行が拘置所にいるすきに長崎の実家へ戻り、ペット用自然食品事業を始める。最終回では行がシンガポールで殺害された事を聞かされるものの、現地での遺体引き取りを拒否し、遺骨をるいに持ち帰らせた。そして遺骨を半ば強引に引き取って葬儀を行うが、それはあくまで表面上であって、本心では行の事を完全に見捨てた。るいの依頼により『夫の飯よりペットのご飯』を執筆。この本の中でこれまでの怨みをぶちまけ、前へ踏み出すことに。
鈴木行（すずき こう）
演 - 長谷川博己
金融庁の若手キャリア官僚、その後証券会社を立ち上げる。新海社から依頼されて金融についての本を出版してヒットさせ、マスメディアにも取り上げられるなど『金融王子』の異名を持つ。しかし、違法すれすれのM&Aをして逮捕され、執行猶予がつく。最終回、潜伏先のシンガポールでるいと再会するが、チャイニーズ・マフィアの銃弾で致命傷を受け、るいに看取られながら死亡する。遺骨は一時、万理江が葬儀のために半ば強引に引き取り、葬儀後、るいに返還されかけるが、るいが拒否したために最終的に万理江が（あからさまに不満をもらしながら）引き取っている。

### るいの関係者
中村亮
演 - 綾野剛
るいの息子。子供の頃に両親が離婚してるいに反発しているが、同時に愛情に飢えている。就職活動を全くせず、身体にタトゥーを入れ、親の脛を齧る生活を送っていた。最終回で配送会社に正社員として就職し、独り暮らしをしている事、そしてタトゥーを消した事を母に伝え、驚かせる。行が亡くなった事を聞かされ驚くが「男を見つけろ。その方が俺も安心だ」と母を励ました。
愛子
演 - YOU
亮の年上の恋人。るいと出会った当初は、亮よりかなり年上の彼女ということで、るいからよそよそしい態度を取られていた。しかし、るいとは同世代ということもあり、程なくして仲良くなり、恋愛についてアドバイスをしたりお互いの家で泊まる間柄となる。若い頃はバンドのボーカルをやっていて、その後スナックを経営。家庭的な料理が得意。

### 新海社
向井肇
演 - 段田安則
新海社社長。るいを信頼して仕事を任す。るいが鈴木との不倫が世間を騒がせた時も味方となり、彼女を励まし支えた。最終回、るいに社長の座を譲って引退する。引退後、恋人である児玉と共にレストランを開き、新たな人生を歩む。
小岩井加奈
演 - 森脇英理子
新海社社員。向井社長の秘書。
山田梨恵
演 - 田丸麻紀
新海社編集者。るいの部下。行の担当編集者。
坂口貴浩
演 - 橋本一郎
新海社編集者。るいの部下。
工藤渚
演 - 小野かおり
新海社編集者。るいの部下。
井川
演 - 佐戸井けん太
新海社総務部長。るいの新たな上司。

### 鈴木行の仕事関係など
高城
演 - 井上浩
金融庁課長。鈴木の元上司。
那須田
演 - 北見敏之
金融庁局長。鈴木の元上司。
柏木
演 - やべけんじ
行の友人でもある弁護士。
東京地検・検事
演 - 吉見一豊
行を取り調べる担当検事。
東京地裁・判事
演 - 朱源実
行を審理する担当裁判官。
若森会長
演 - 宝田明
行が合併を勧めるコモン証券の会長。

### その他
三沢賢吉
演 - 石田太郎
万理江の父。一見強面だが、娘の万理江には甘く、娘のやることに強く否定できない性格。
三沢文江
演 - 朝加真由美
万理江の母。裕福な生活をしていることもあり、おっとりした性格。ただし母親として娘の幸せを願っていて、万理江と行の微妙な関係に気づくと「別れて新しい人見つけて再婚した方がいい」としっかり言うこともある。
那須田由紀子
演 - 山村美智
那須田局長の妻。
向井陽子
演 - 石井めぐみ
向井社長の妻。
児玉琢己
演 - 小木茂光
レストランBARの店主。向井社長の友人（実は恋人）。
秋夫・ウィリアム・ターナー
演 - 布施明
新進気鋭の作家。医者でもある。実は、るいに好意を持っている。
眞垣秀月
演 - 草笛光子
文壇の重鎮である女流作家。新海社の設立時にるいと向井の熱意と心意気に惚れ込んで新海社に作品を提供。及び他の作家にも新海社のために作品を書いてくれるよう口添えしたことで、有名作家がこぞって新海社から本を出版させ、新海社にとって大恩人な存在。ちなみに「新海社」という社名をつけたのも秀月。しかし、突如全作品を引き上げると表明、新海社を危機に陥れる。口癖は「ずうずうしい女（男）や!」。

## スタッフ
- 脚本 - 大石静[11]
- 音楽 - 梅林茂
- 主題歌 - 倖田來未「あなただけが」
- 演出 -黒崎博、柳川強
- 制作統括 - 田村文孝
- 制作・著作 - NHK

## 放送日程
| 各回                                                      | NHK総合  | BSハイビジョン | サブタイトル     | 演出   | 視聴率 |
| --------------------------------------------------------- | -------- | -------------- | ---------------- | ------ | ------ |
| 第1回                                                     | 10月12日 | 10月15日       | 不実な指         | 黒崎博 | 05.5%  |
| 第2回                                                     | 10月19日 | 10月22日       | キスして         | 黒崎博 | 07.3%  |
| 第3回                                                     | 10月26日 | 10月29日       | 正直な体         | 黒崎博 | 08.6%  |
| 第4回                                                     | 11月02日 | 11月05日       | 二番目の女       | 黒崎博 | 07.8%  |
| 第5回                                                     | 11月09日 | 11月12日       | 愚かな女         | 黒崎博 | 08.3%  |
| 第6回                                                     | 11月16日 | 11月19日       | うずく背中       | 柳川強 | 09.4%  |
| 第7回                                                     | 11月23日 | 11月26日       | のぞかれた夜     | 柳川強 | 08.3%  |
| 第8回                                                     | 11月30日 | 12月03日       | 愛しているのは私 | 柳川強 | 08.2%  |
| 第9回                                                     | 12月07日 | 12月10日       | 最後の一夜       | 柳川強 | 11.0%  |
| 最終回                                                    | 12月14日 | 12月17日       | 誇り高き女達     | 柳川強 | 11.5%  |
| 平均視聴率 8.6%（視聴率は関東地区・ビデオリサーチ社調べ） |          |                |                  |        |        |

- 初回視聴率は同枠では過去最低のスタートとなったが、回を追うごとに上昇していき、第9回では同枠初の2桁台、最終回では同枠の最高視聴率を記録した[12][13]。

## 映画
2011年9月23日に全国松竹系で公開された。ドラマの続編であり、ドラマから5年後のマレーシアの首都クアラルンプールを舞台にドラマでは描かれなかった衝撃の事実が新たに描かれる。主要キャストの鈴木京香、長谷川博己、深田恭子がドラマに引き続き出演する。監督はドラマ版では演出を担当した黒崎博。脚本はドラマ版の脚本に引き続き、大石静が務める。
6月初旬にマレーシアと関東近郊で撮影が開始され、7月中旬にクランクアップした。新海社編集部のシーンは幻冬舎でロケが行われた。
全国225スクリーンで公開され、2011年9月23から25日の初日3日間で興収8,723万8,600円、動員6万9,791人になり映画観客動員ランキング（興行通信社調べ）で初登場第7位となった。公開第3週目で、累計興収3.2億円を突破。
長谷川博己は本作で第35回日本アカデミー賞で新人俳優賞を受賞した。

### キャスト（映画）
- 中村るい - 鈴木京香
- 鈴木行 - 長谷川博己
- 天野義久
- ヌル・エルフィラ・ロイ
- 田丸麻紀
- 橋本一郎
- 北見敏之
- 鈴木万理江 - 深田恭子

### スタッフ（映画）
- 監督 - 黒崎博、柳川強
- 脚本 - 大石静
- 音楽 - めいな Co.
- 主題歌 - 倖田來未「愛を止めないで」
- 企画・製作 - 中沢敏明、軽部淳
- エグゼクティブプロデューサー - 松本寿子、厨子健介、池田史嗣
- プロデューサー - 青木信也、佐倉寛二郎
- ライン・プロデューサー - 岡林修平
- キャスティング - 空閑由美子
- 撮影 - 笠松則通
- 照明 - 渡邊孝一
- 録音 - 弦巻裕
- 美術 - 小川富美夫
- 編集 - 森下博昭
- スクリプター - 西岡容子
- 助監督 - 遠藤健一
- 制作担当 - 松井聡子
- 制作 - NHKエンタープライズ、セディックインターナショナル
- 制作プロダクション - クロスメディア
- 製作 - 映画｢セカンドバージン｣製作委員会（NHKエンタープライズ、セディックインターナショナル、松竹、幻冬舎、アミューズソフトエンタテインメント、博報堂DYメディアパートナーズ）
- 配給 - 松竹